# Test de Schober
El test de Schober o signo de Schober es un examen físico utilizado en rehabilitación y reumatología para cuantificar la movilidad de la columna lumbar en el movimiento de flexión. Se trata de una prueba que suele hacerse durante la evaluación clínica para el diagnóstico de espondilitis anquilosante.
Fue descrito por primera vez por Paul Schober en 1937.

## Procedimiento
En la práctica clínica se utilizan varias versiones:
- En la versión original del test, el sujeto permanece en bipedestación con la columna erguida. El examinador marca una línea que conecta ambas espinas ilíacas posterosuperiores (adyacente a las fosas de Venus), o aproximadamente a la altura de L5 (quinta vértebra lumbar). A continuación, se realiza una segunda marca a 10 cm de distancia en dirección superior a la primera. Posteriormente, el sujeto debe realizar una flexión de columna máxima y global, manteniendo las rodillas extendidas. Una vez se encuentra el sujeto en flexión máxima, se realiza una medición de la distancia entre ambas marcas, comparándola con la distancia de 10 cm inicial. Se considera positivo si, tras la medición, la distancia aumenta en menos de 5 cm (con un total de 15 cm).[3]
- En el test de Schober modificado, se realiza, además de una marca 10 cm superior a la línea trazada entre ambas espinas ilíacas posterosuperiores, una marca 5 cm en dirección inferior. El sujeto efectúa una flexión global de columna de forma similar al test anterior y, tras esta, se compara la distancia. De forma similar al test original, se considera positivo si la distancia total aumenta en menos de 5 cm tras la flexión máxima en comparación con la medición total inicial.[3]
- En la versión modificada de la versión modificada del test de Schober (en inglés: modified-modified Schober Test), el examinador coloca su dedo pulgar en el margen inferior de la espina ilíaca postero-superior del sujeto en posición neutra de columna. A continuación, realiza una marca horizontal a este reborde que cruce de una espina a otra. Colocando la cinta de medir sobre el punto medio entre las dos espinas, efectúa una medición de 15 cm en sentido craneal, donde pone una segunda marca. A continuación, el paciente realiza una flexión anterior de tronco y el examinador mide la distancia entre ambas marcas. La diferencia entre la distancia de las dos marcas en posición neutra se compara con la distancia tras la flexión del tronco.[4]